# Ford Landau
 (août 2021).
Si vous disposez d'ouvrages ou d'articles de référence ou si vous connaissez des sites web de qualité traitant du thème abordé ici, merci de compléter l'article en donnant les références utiles à sa vérifiabilité et en les liant à la section « Notes et références ».
 (août 2021).
La mise en forme du texte ne suit pas les recommandations de Wikipédia : il faut le « wikifier ».
Les points d'amélioration suivants sont les cas les plus fréquents :
- Les titres sont pré-formatés par le logiciel. Ils ne sont ni en capitales, ni en gras.
- Le texte ne doit pas être écrit en capitales (les noms de famille non plus), ni en gras, ni en italique, ni en « petit »…
- Le gras n'est utilisé que pour surligner le titre de l'article dans l'introduction, une seule fois.
- L'italique est rarement utilisé : mots en langue étrangère, titres d'œuvres, noms de bateaux, etc.
- Les citations ne sont pas en italique mais en corps de texte normal. Elles sont entourées par des guillemets français : « et ».
- Les listes à puces sont à éviter, des paragraphes rédigés étant largement préférés. Les tableaux sont à réserver à la présentation de données structurées (résultats, etc.).
- Les appels de note de bas de page (petits chiffres en exposant, introduits par l'outil «  Source ») sont à placer entre la fin de phrase et le point final[comme ça].
- Les liens internes (vers d'autres articles de Wikipédia) sont à choisir avec parcimonie. Créez des liens vers des articles approfondissant le sujet. Les termes génériques sans rapport avec le sujet sont à éviter, ainsi que les répétitions de liens vers un même terme.
- Les liens externes sont à placer uniquement dans une section « Liens externes », à la fin de l'article. Ces liens sont à choisir avec parcimonie suivant les règles définies. Si un lien sert de source à l'article, son insertion dans le texte est à faire par les notes de bas de page.
- La présentation des références doit suivre les conventions bibliographiques. Il est recommandé d'utiliser les modèles {{Ouvrage}}, {{Chapitre}}, {{Article}}, {{Lien web}} et/ou {{Bibliographie}}. Le mode d'édition visuel peut mettre en forme automatiquement les références.
- Insérer une infobox (cadre d'informations à droite) n'est pas obligatoire pour parachever la mise en page.

Pour une aide détaillée, merci de consulter Aide:Wikification.
Si vous pensez que ces points ont été résolus, vous pouvez retirer ce bandeau et améliorer la mise en forme d'un autre article.
Pour les articles homonymes, voir Landau.
Pour la Ford Landau construite au Brésil, voir Ford Landau (Brésil).
La Ford Landau est un véhicule à moteur qui a été produit par Ford Australie de 1973 à 1976.
Sorti en août 1973, la Ford Landau était basée sur la Ford Falcon XA australienne mais partageait son apparence frontale et ses arrangements de luxe avec la limousine Ford LTD P5, une autre conception australienne sortie en même temps que la Landau. La Landau n'était disponible qu'en tant que coupé à toit rigide à deux portes et partageait son empattement de 111 pouces (2 819 mm) avec la Falcon. Elle était propulsée par une version australienne à faible compression du moteur V8 Cleveland de 351 pouces cubes (5 752 cm3) de Ford avec une puissance de 290 ch (216 kW) à 5 000 tr/min. La transmission était une unité «T-Bar SelectShift Cruisomatic» à trois vitesses, permettant un choix de changement de vitesse manuel ou entièrement automatique. Des freins à disque aux quatre roues ont été installés, faisant de la Landau, et de sa compagne d'écurie la LTD équipée de la même manière, les premières voitures construites en Australie avec cette fonctionnalité.
Le haut niveau d'équipement standard équipant la Landau signifiaient que seuls deux éléments étaient proposés en option: un lecteur cassettes et des garnitures intérieures entièrement en cuir. Ce facteur, combiné aux spécifications mécaniques axées sur les performances de la Landau, signifie qu'elle n'a jamais eue de rivale directe sur le marché australien. Il était prévu de mettre à jour la Landau P5 d'origine avec le style frontal de la prochaine LTD P6, ce qui a entraîné la construction d'un concept car de Landau P6, mais le modèle restylé n'a pas été mis en production. La Landau a été abandonnée lors de la sortie de la nouvelle LTD en 1976, après une production totale de 1 385 véhicules.